# Дауговет, Эрна Ивановна
Эрна Ивановна Дауговет (латыш. Erna Daugaviete; 1906 — 1991) — советский химик, инженер.

## Биография
Родилась в марте 1906 года в Латвии, во время Первой мировой войны в эвакуации на Дальнем Востоке, потом жила на Урале. Окончила химический факультет УрГУ имени А. М. Горького и аспирантуру (1946). По распределению направлена в Ригу — на родину.
Была одним из организаторов производства антибиотиков в СССР. Под её руководством освоено производство бициллина 1 и 3, олеандомицина, ампициллина, эфициллина, гризеофульвина, олететрина.
Главный технолог (1947—1951), гл. инженер (1951—1962) и директор (1962—1975) Рижского завода медицинских препаратов. Депутат и член Президиума ВС Латвийской ССР (1951—1955).
Делегат XIX съезда КПСС 5—14.10.1952.

## Награды и премии
- Сталинская премия второй степени (1950) — за разработку и внедрение в промышленность метода получения медицинского препарата
- Государственная премия Латвийской ССР (1960)
- заслуженный деятель науки и техники Латвийской ССР
- орден Ленина.
- медали